# Liste der Naturdenkmale in Eschweiler

Naturdenkmalzeichen

Die Liste der Naturdenkmale in Eschweiler listet sämtliche Naturdenkmale der Stadt Eschweiler auf.
Ein Naturdenkmal ist ein natürlich entstandenes Landschaftselement, das unter Naturschutz gestellt ist. Es kann ein einzeln stehendes oder vorkommendes Gebilde wie eine Felsnadel oder ein einzeln stehender Baum sein, undefinierten Umfangs wie eine Höhle oder auch ein Gebiet oder Gebilde mit einer beschränkten Fläche und einer klaren Abgrenzung von seiner Umgebung wie ein Felsengarten oder eine Wiese; letztere werden als flächenhaftes Naturdenkmal oder Flächennaturdenkmal bezeichnet.

## Naturdenkmale in Eschweiler
| Denkmal-Nummer | Ort / Lage | Bezeichnung des ND                           | Anzahl | Art            | Eingetragen seit | Schutzgrund                                                                                        | Beschreibung | Bild            |
| -------------- | --- | -------------------------------------------- | ------ | -------------- | ---------------- | -------------------------------------------------------------------------------------------------- | --- | --------------- |
| 37             | Eschweiler Zwischen dem Holzkreuz und den beiden Häusern Am Römerberg 34 und Am Römerberg 36, Eschweiler Karte                                               | 3 Sommerlinden (Tilia platyphyllos)          | 3      | Sommerlinde    |                  | | | BW              |
| LP III, 2.3-1  | Eschweiler im Eschweiler Stadtwald, am Graben im Nordwesten der Abteilungen 12 und 13 Karte                                                                  | Buchen am Graben im Eschweiler Wald          |        | Buchen         | 13.09.1991       | | Diesen alten, einzeln am Graben stehenden Buchen, wurden vor mehreren Jahrzehnten im Stammbereich starke Äste abgesägt. An diesen Stellen bildeten sich eigentümliche Wülste aus. Außerdem besitzen die Bäume weit ausladende Kronen und weisen somit einen seltenen und schönen Habitus auf. Alter der Buchen über 100 Jahre.                                                                                       | Fotos hochladen |
| LP III, 2.3-2  | Eschweiler Im Eschweiler Stadtwald, zwischen Stüfgensweg im Südwesten, der Wiesenparzelle „Auf den Stöcken“ im Norden und dem Bergrather Feld im Osten Karte | Eichen- und Buchenbestand im Eschweiler Wald |        | Eichen, Buchen | 13.09.1991       | | Wahrscheinlich älteste Baumgruppe im Stadtgebiet Eschweiler. Sie sind durch einen gewaltigen Wuchs und ein sehr hohes Alter gekennzeichnet. Außerdem sind sie aus kulturhistorischer Sicht bedeutsam, da in ihre Rinde marokkanische Soldaten in den Jahren nach dem 1. Weltkrieg Schriftzeichen schnitten, die noch heute sichtbar sind. Der Eichenbestand ist ca. 175 Jahre alt, der Buchenbestand über 225 Jahre. | BW              |
| LP III, 2.3.4  | Eschweiler östlich von Eschweiler-Nothberg und südöstlich von Gut Bovenberg Karte                                                                            | Erlenbruchwald Bovenberger Wald              |        | Erlen          | 13.09.1991       | | Es handelt sich um einen bachbegleitenden, artenreichen Erlenbruchwald. | BW              |
| LP III, 2.3-7  | Eschweiler westlich von Eschweiler auf „Hohenstein“ Karte | Napoleonstein                                |        |                | 13.09.1991       | Der Stein ist bedeutend und schutzwürdig wegen seiner Seltenheit und Eigenart als Einzelschöpfung. | | BW              |